# Шассе-ле-Монбозон
Шассе́-ле-Монбозо́н (фр. Chassey-lès-Montbozon) — коммуна во Франции, находится в регионе Франш-Конте. Департамент — Верхняя Сона. Входит в состав кантона Монбозон. Округ коммуны — Везуль.
Код INSEE коммуны — 70137.

## География
Коммуна расположена приблизительно в 340 км к юго-востоку от Парижа, в 38 км северо-восточнее Безансона, в 19 км к юго-востоку от Везуля.
Вдоль южной территории коммуны протекает река Оньон. Более половины территории коммуны занимают леса.

## Население
Население коммуны на 2010 год составляло 221 человек.
| 1962 | 1968 | 1975 | 1982 | 1990 | 1999 | 2010 |
| ---- | ---- | ---- | ---- | ---- | ---- | ---- |
| 244  | 218  | 236  | 211  | 217  | 201  | 221  |

## Администрация
| Период | Период | Фамилия        | Партия | Примечания |
| ------ | ------ | -------------- | ------ | ---------- |
| 1977   | 1997   | Люсьен Трибуле |        |            |
| 1997   | 2008   | Морис Вердер   |        |            |
| 2008   | 2014   | Бернар Жанро   |        |            |

## Экономика
В 2010 году среди 147 человек трудоспособного возраста (15—64 лет) 103 были экономически активными, 44 — неактивными (показатель активности — 70,1 %, в 1999 году было 66,1 %). Из 103 активных жителей работали 94 человека (52 мужчины и 42 женщины), безработных было 9 (1 мужчина и 8 женщин). Среди 44 неактивных 11 человек были учениками или студентами, 19 — пенсионерами, 14 были неактивными по другим причинам.

## Достопримечательности
- Ранне-христианская церковь (VI век). Исторический памятник с 1981 года[3]
- Остатки галло-романской культуры Пре-Гийемен. Исторический памятник с 2002 года[4]

## Фотогалерея

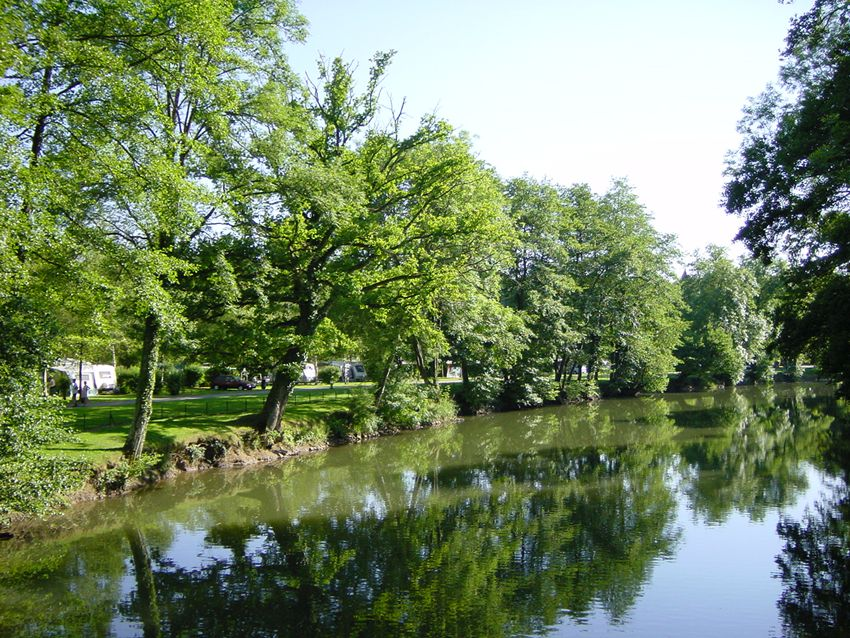
Река Оньон
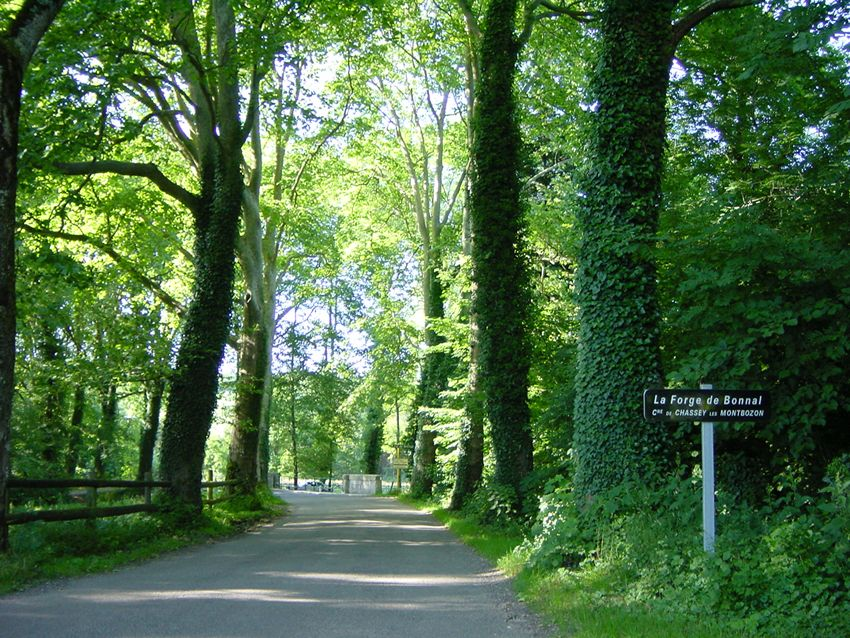
Дорога к деревне Форж-де-Бонналь
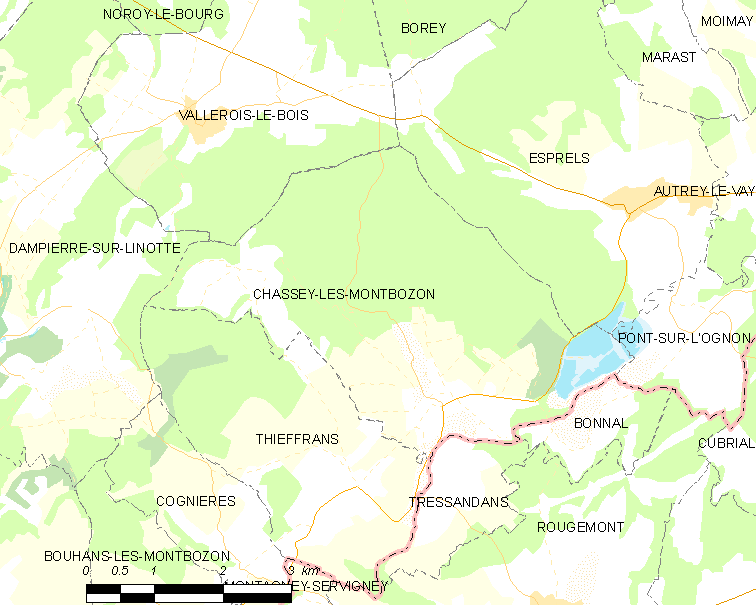
Карта коммуны